# Onesime Zimuangana
Onesime Zimuangana (Helmond, 5 maart 2006) is een Nederlands-Congolees voetballer die als aanvaller speelt. Hij verruilde in 2024 PSV voor Helmond Sport.

## Clubcarrière
Zimuangana begon met voetballen bij VV Bruheze en RKSV MULO uit zijn geboorteplaats Helmond, waarna hij in 2018 werd opgenomen in de jeugdopleiding van Helmond Sport. Een jaar later stapte hij over naar PSV. Op 18 september 2023 debuteerde hij voor Jong PSV in de Eerste divisie, tegen FC Groningen (0-4). Hij kwam in de 74e minuut in de ploeg voor Jordy Bawuah. Zimuangana kwam drie keer in actie voor Jong PSV.
Medio 2024 maakte Zimuangana de overstap naar zijn oude club Helmond Sport. Hij debuteerde op 6 december, tegen FC Den Bosch (0-0). Hij speelde de hele wedstrijd. Twee weken later, tegen Jong FC Utrecht (1-3), maakte hij op aangeven van Enrik Ostrc zijn eerste doelpunt voor de club.

## Statistieken
| Seizoen | Club          | Competitie     | Competitie | Competitie | Beker | Beker | Overig | Overig | Totaal | Totaal |
| Seizoen | Club          | Competitie     | Wed.       | Dlp.       | Wed.  | Dlp.  | Dlp.   | Dlp.   | Wed.   | Dlp.   |
| ------- | ------------- | -------------- | ---------- | ---------- | ----- | ----- | ------ | ------ | ------ | ------ |
| 2023/24 | Jong PSV      | Eerste divisie | 3          | 0          | 0     | 0     | 0      | 0      | 3      | 0      |
| 2024/25 | Helmond Sport | Eerste divisie | 4          | 1          | 0     | 0     | 0      | 0      | 4      | 1      |
| Totaal  | Totaal        | Totaal         | 7          | 1          | 0     | 0     | 0      | 0      | 7      | 1      |

Bijgewerkt op 21 april 2025.